# Біжко Іван Петрович
Іва́н Петро́вич Біжко (* 1937) — лікар-хірург. Доктор медичних наук (1994), професор (1995). Лауреат Державної премії України в галузі науки і техніки (1990).

## З життєпису
Народився 1937 року в місті Дніпропетровськ; 1960-го закінчив Дніпровський державний медичний університетДніпропетровський медичний інститут.
Працював лікарем (1960–67); від 1967 — у Дніпропетровській медичній академії: асистент, доцент (1977—1995), професор кафедри загальної хірургії (1995—1996), професор кафедри хірургічних хвороб (від 1996). Член Міжнародної асоціації хірургів (від 1996).
Основні напрями наукових досліджень: хірургія органів травлення, опікові травми, реконструктивно-відновлювальна хірургія.
Розробляє і впроваджує у лікувальну практику нові та вдосконалені методи лікування та діагностики хворих із хірургічними захворюваннями та опіковою травмою.
Основні праці:
- «Методичні вказівки по лікуванню і запобіганню опікових деформацій кисті», 1982;
- «Operative treatment of deep Burns of the scalp and skull» 1992 (співавтор);
- «Special distraction splintage in deep Burns and postburns deformation of the hands management», 1994 (співавтор);
- «Застосування тепловізійного дослідження при опіках кисті» 1994 (співавтор);
- «Опікова травма: Рекомендації для практичних лікарів», 1997 (співавтор);
- «Лікування опіків кисті» 1999 (співавтор).

Лавреат Державної премії УРСР в галузі науки і техніки-1990 — «Організація хірургічної допомоги, розробка та впровадження нових методів лікування при пошкодженнях і захворюваннях кисті»; співавтори Андрусон Михайло Володимирович, Васильєв Серафим Федорович, Гулай Альберт Михайлович, Данькевич Вадим Петрович, Колонтай Юрій Юлійович, Міхневич Олег Едуардович, Науменко Леонід Юрійович.